# Karim Atamna
Karim Atamna (in arabo كاريم اتامنا‎?; Cluses, 21 dicembre 1980) è un ex cestista e allenatore di pallacanestro francese naturalizzato algerino.

## Carriera
Con l'Algeria ha disputato i Campionati africani del 2005.